# Eliana Jones
Eliana Jones, född 28 oktober 1997 i Toronto, Ontario, är en kanadensisk skådespelerska. Hon har bland annat haft en roll i TV-serien Nikita samt i TV-serien Hemlock Grove. Hon är yngre syster till DJ:en Julian Dzeko, känd från bland annat Dzeko & Torres.